# جی دیوی داین
جی دیوی داین (به انگلیسی: J. Dewey Daane)(۶ ژوئیه ۱۹۱۸–۳ ژانویه ۲۰۱۷) اقتصاددان آمریکایی بود. او از بنیانگذاران و گردانندگان مرکز تحقیقات بازار سرمایه در دانشگاه وندربیلت بود و در دانشکدهٔ مدیریت اوون، علوم اقتصادی تدریس می‌کرد. او از سال ۱۹۶۳ تا ۱۹۷۴ عضو هیئت مدیره شورای حکام فدرال رزرو بود. داین مدرک کارشناسی ارشد حسابداری (MPA) و دکترای مدیریت اجتماعی (DPA) را از دانشگاه هاروارد دریافت کرد.

وی در ۳ ژانویه ۲۰۱۷ در سن ۹۸ سالگی درگذشت.